# Крочета дел Монтело
Крочѐта дел Монтѐло (на италиански: Crocetta del Montello; на венециански: Crozeta, Кроцета) е градче и община в Северна Италия, провинция Тревизо, регион Венето. Разположено е на 146 m надморска височина. Населението на общината е 6090 души (към 2010 г.).